# Hans Vinjarengen
Hans Vinjarengen, né le 20 août 1905 et mort le 1er février 1984, est un coureur du combiné nordique, sauteur à ski et fondeur norvégien . Il fait partie des meilleurs dans les années 1930.

## Biographie
Il représente le club Nordre Land IL, mais vit principalement à Oslo. Dès 1924, il est présent sur le podium, terminant deuxième de l'épreuve junior de combiné au Festival de ski de Holmenkollen.
Durant sa carrière, il remporte deux médailles olympiques en combiné, seule discipline où il est engagé : l'argent en 1928 à Saint-Moritz et le bronze en 1932 à Lake Placid. Entre-temps, il devient deux fois champion du monde de la discipline en 1929 à Zakopane et 1930 à Oslo, comptant aussi pour le Festival de ski d'Holmenkollen, où il gagne aussi en 1933.
Il continue sa carrière jusqu'au début des années 1940, décrochant deux autres médailles aux championnats du monde, en bronze lors des éditions 1934 et 1938. Ses victoires comprennent aussi les Jeux du ski de Lahti en 1933 et les Championnats de Norvège en 1929 et 1934.
Il participe à des compétitions internationales de saut à ski, se classant notamment cinquième aux Championnats du monde 1929 et de ski de fond, prenant part au relais des Championnats du monde 1934, où il est quatrième.
Il est récompensé par la Médaille Holmenkollen en 1931.

## Palmarès

### Jeux olympiques
| Épreuve / Édition | Saint-Moritz 1928 | Lake Placid 1932 |
| Combiné nordique  | Argent            | Bronze           |

### Championnats du monde
| Épreuve / Édition | Épreuve / Édition | Zakopane 1929 | Oslo 1930 | Solleftea 1934 | Vysoke Tatry 1935 | Lahti 1938 |
| ----------------- | ----------------- | ------------- | --------- | -------------- | ----------------- | ---------- |
| Combiné nordique  | Combiné nordique  | Or            | Or        | Bronze         | 10e               | Bronze     |
| Ski de fond       | 18 km             | -             | -         | 42e            | 17e               | 62e        |
| Ski de fond       | Relais 4 × 10 km  | -             | -         | 4e             | -                 | -          |
| Saut à ski        | Saut à ski        | 5e            | -         | 7e             | -                 | -          |